# Tephrina myosaria
Tephrina myosaria är en fjärilsart som beskrevs av Eugen Johann Christoph Esper 1806. Tephrina myosaria ingår i släktet Tephrina och familjen mätare. Inga underarter finns listade i Catalogue of Life.